# Petrosedum montanum
La borracina montana (Petrosedum montanum (Songeon & E.P.Perrier) Grulich, 1984) è una piccola pianta della famiglia delle Crassulacee, di aspetto erbaceo, strisciante, perenne e sempreverde.

## Etimologia
L'epiteto specifico (“montanum”) indica la zona privilegiata di sopravvivenza della specie.

## Descrizione
La forma biologica è camefita succulenta (Ch succ) : sono piante che frequentano ambienti piuttosto aridi, con gemme perennanti radenti il suolo (disposte ad una altezza non maggiore di 20 cm) e con organi (fusti, foglie e fiori) adatti a conservare l'acqua.

### Radici
Le radici sono sottili prodotte da stoloni.

### Fusto
Il fusto in genere è legnoso, strisciante e contorto; la specie ha inoltre la particolarità di presentare due tipi di fusti :
- fusto sterile : di dimensioni più piccole, strisciante e più densamente foglioso;
- fusto dell'infiorescenza : più alto, con disposizione più distanziata delle foglie; diritto nella fase immatura e patente durante l'infiorescenza.

### Foglie
Le foglie sono lesiniformi (cilindriche di forma arcuata), acute, mucronate (all'apice è presente una piccola punta molto acuta e rigida). Anche le foglie si distinguono in due tipi :
- foglie dei rami sterili : sono glauche e più piccole (6 – 12 mm di lunghezza);
- foglie dei rami con infiorescenza : raggiungono i 15 – 22 mm di lunghezza (larghezza massima 3 mm); sono lievemente arrossate.

### Infiorescenza

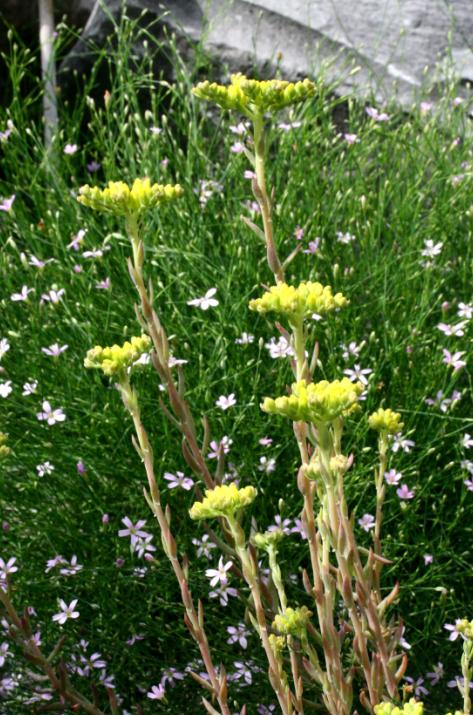
Infiorescenza con fusti eretti

L'infiorescenza è del tipo corimbosa, ampia con molto fiori.

### Fiori
I fiori sono   dialipetali, attinomorfi, ermafroditi, pentameri e peduncolati.
- Calice: i sepali sono ghiandolosi e lunghi 3 – 7 mm, del tipo gamosepalo saldati alla base; mentre la parte superiore del sepalo ha la forma di una    lacinia triangolare, staccata dalla corolla soprastante (lunghezza della parte libera : 1,5 – 3 mm).
- Corolla: i petali sono 5 e di colore giallo. Alla fioritura sono patenti.
- Androceo: i filamenti degli stami sono lisci e di colore giallo come i petali: pure gialle sono le antere.
- Fioritura : da maggio a luglio

### Frutti
Il frutto consiste in follicoli, fusiformi eretti.

## Distribuzione e habitat
Il geoelemento della nostra pianta è : mediterraneo – montano. Specie con areale centrato sulle coste mediterranee, ma limitatamente alle zone montane.
In Italia si trova unicamente sulle Alpi e zone limitrofe, sui muri, rupi (calcaree) e terreni incolti sassosi (pietraie).
Altitudine : 0 – 1500 m s.l.m..